# ROER College Schöndeln
ROER College Schöndeln is een Nederlandse school voor voortgezet onderwijs te Roermond (Limburg) voor vmbo-t, havo, atheneum, gymnasium. De school is in 2020 ontstaan door het samengaan van Lyceum Schöndeln en Mavo Roermond.  
ROER College Schöndeln maakt samen met de scholen Wings Roermond en NT2 Mundium College deel uit van het Mundium College. De school is opgenomen in het platform van Technasiumscholen en is de enige CultuurProfielSchool in Limburg 

## Geschiedenis

### Bisschoppelijk College Roermond
In 1851 werd in de binnenstad van Roermond het Bisschoppelijk College als middelbare school voor jongens geopend. Ruim honderd jaar zou de school hier gevestigd blijven, maar de naoorlogse groei van het aantal leerlingen maakte uitbreiding van het gebouw noodzakelijk. Vanwege ruimtegebrek in de binnenstad werd in 1961 een nieuwbouw-dependance op het landgoed Schöndeln geopend. Het College beschikte daar al over sportfaciliteiten. In 1966 werd de nieuwbouw Schöndeln officieel geopend als de hoofdzetel van het Bisschoppelijk College. Het in de stad achtergebleven deel van het Bisschoppelijk College ging enkele jaren later over naar Broekhin. Deze school werd later zelfstandig naast Lyceum Schöndeln. In 1965 was al een bouwvergunning afgegeven voor de bouw van een internaat op Schöndeln, met daarbij ook een priesterflat voor de vele leraren die priester waren. Vanuit heel Nederland kwamen leerlingen hiernaartoe, maar na deze bloeiperiode liep het aantal internen terug. Door uittreding en pensionering nam het aantal priester-leraren in de jaren 70 snel af. In 1993 werd het internaat gesloten. Sinds begin jaren 70 werden als externen ook meisjes toegelaten en deden ook vrouwelijke docenten hun intrede.

### Stedelijk Lyceum
In 1864 werd in Roermond de Rijks Hogere Burgerschool geopend. De school was net als het Bisschoppelijk College gevestigd in de binnenstad, maar verhuisde in 1980 naar een nieuw gebouw aan de oostzijde van de stad. Ook de naam veranderde in Stedelijk Lyceum.

### Fusie
Sinds 2007 is het middelbaar onderwijs in Roermond gereorganiseerd. Van de oorspronkelijke drie scholen (Stedelijk Lyceum, Bisschoppelijk College Schöndeln en Bisschoppelijk College Broekhin) is alleen het Bisschoppelijk College Broekhin in ongewijzigde vorm overgebleven. Het Stedelijk Lyceum en het Bisschoppelijk College Schöndeln zijn gefuseerd tot Lyceum Schöndeln, dat de gebouwen van het Bisschoppelijk College Schöndeln betrekt. De nieuwe school bood alleen nog de schooltypes havo en vwo aan. Voor vmbo en mavo werden in Roermond twee andere nieuwe scholen opgericht: Mavo Roermond was een zelfstandige mavo die de oude gebouwen van het Stedelijk Lyceum gebruikt, terwijl Niekée zich richt op vmbo in een geheel nieuw gebouw. 
In 2020 werd, in verband met het samengaan met Mavo Roermond, de naam gewijzigd naar ROER College Schöndeln. De school biedt nu vmbo-t, havo, atheneum en gymnasium onderwijs aan.

## Gebouwen
De school is gehuisvest in meerdere gebouwen. Vroeger werd alleen het hoofdgebouw gebruikt door de school om les te geven, maar vanwege de groei van het aantal leerlingen zijn inmiddels ook andere gebouwen op het schoolterrein van lokalen voorzien. Het hoofdgebouw biedt nog steeds het merendeel van de leslokalen, evenals een aula, mediatheken, kantines, gymzalen en de personeelskamer. Het voormalige internaat was verbouwd zodat er ook les kon worden gegeven, maar dat is nu afgebroken. Daarvoor in de plaats zijn er nu gebouwen neergezet op een stuk van de parkeerplaats. Naast het hoofdgebouw en het internaatsgebouw is er nog een apart gebouw met een gymzaal en kleedkamers, de voormalige kapel waar thans muziekles wordt gegeven en een gebouw met biologielokalen (het bioblok). Kenmerkend voor het complex is ook een betonnen toren die naar het ornament aan de top de bijnaam '6-' heeft. De voormalige woning van de conciërge, na zijn verhuizing nog enige tijd gebruikt voor het geven van begeleidingslessen en het houden van vergaderingen, is gesloopt om plaats te maken voor noodlokalen, die op het terrein geplaatst zijn vanwege het sluiten van het internaatsgebouw.
In 2020 is er een nieuw semi-permanent gebouw geplaatst om ruimte te creëren aan de extra leerlingen die in verband met het samengaan met Mavo Roermond naar de locatie verhuizen.

## Buitenschoolse activiteiten
De school heeft een lange traditie van cultuur, toneel, sport, liefdadigheid en debat. Van 1935 tot 1969 kende het Bisschoppelijk College een actieve Eucharistische Kruistochtvereniging die daarna overging in een Culturele Sociëteit. In de jaren 60 van de 20e eeuw was het Bisschoppelijk College Schöndeln een van de eerste scholen in het land waar medezeggenschap van leerlingen gestalte kreeg door de instelling van een SchoolParlement. Er vinden ook thans gedurende het schooljaar diverse buitenschoolse activiteiten plaats, zoals excursies, TEDxRoermond, koffieconcert, een carnavalsfeest en het examenbal. Ook zijn er bepaalde groepen waarin leerlingen zich kunnen inzetten voor deze activiteiten, zoals de TTC (de Technische Toneel Commissie), B-Creative (mediavormgeving), het SchoolParlement (SP) en de schoolband.

## Bekende oud-leerlingen
- Jozef van den Berg
- Gerd Leers
- Suzan Seegers
- Joost Spijkers
- Petra Stienen
- Gé Reinders
- Tof Thissen
- Geert Jan Hamilton
- Peter Nissen

## Bekende docenten
- Machiel Pomp
- Rens Raemakers